# 김혜숙 (1983년)
김혜숙(金惠淑, 1983년 1월 26일 ~ )은 대한민국의 2004년 미스코리아 대전-충남 미(美)이다. 종교는 [천주교].

## 생애
충청남도 보령군에서 출생하였고 경기도 평택과 경기도 부천에서 성장한 그녀는 2004년 미스코리아 대전-충남 미(美)에 입상, 1년 후인 2005년 배우 최철호와 결혼하여 이듬해 2006년 아들 최민준을 얻었다.

## 학력
- 경문대학 모델학과 전문학사

## 주요 경력
- 2004년 미스코리아 대전-충남 미(美)

## 가족 관계
- 배우자 : 최철호 (1970년 3월 2일 ~ )
  - 아들 : 최민준 (2006년 11월 14일 ~ )
  - 딸 : 최예진 (2010년 10월 ~ )